# Haigerloch
Haigerloch település Németországban, azon belül Baden-Württembergben. Lakosainak száma 11 044 fő (2023. december 31.). Haigerloch Balingen, Geislingen, Grosselfingen, Rosenfeld, Starzach, Rangendingen, Sulz am Neckar, Empfingen és Horb am Neckar községekkel határos.

## Népesség
A település népessége az elmúlt években az alábbi módon változott:
| Lakosok száma | 9342 | 10 444 | 10 637 | 10 669 | 10 836 | 10 968 | 11 044 |
|               | 1975 | 2014   | 2017   | 2019   | 2021   | 2022   | 2023   |